# Waldemar Lindholm
Ingemar Waldemar Lindholm, född 17 maj 1872 i Linköpings församling, Östergötlands län, död 22 augusti 1900 i Hedvig Eleonora församling, Uppsala län. Han var en svensk konstnär och grafiker. Han utförde vackra blad i akvatint och mezzotint, bland annat efter målningar av Rembrandt.
Waldemar Lindholm gravsattes på Nya kyrkogården i Stockholm.

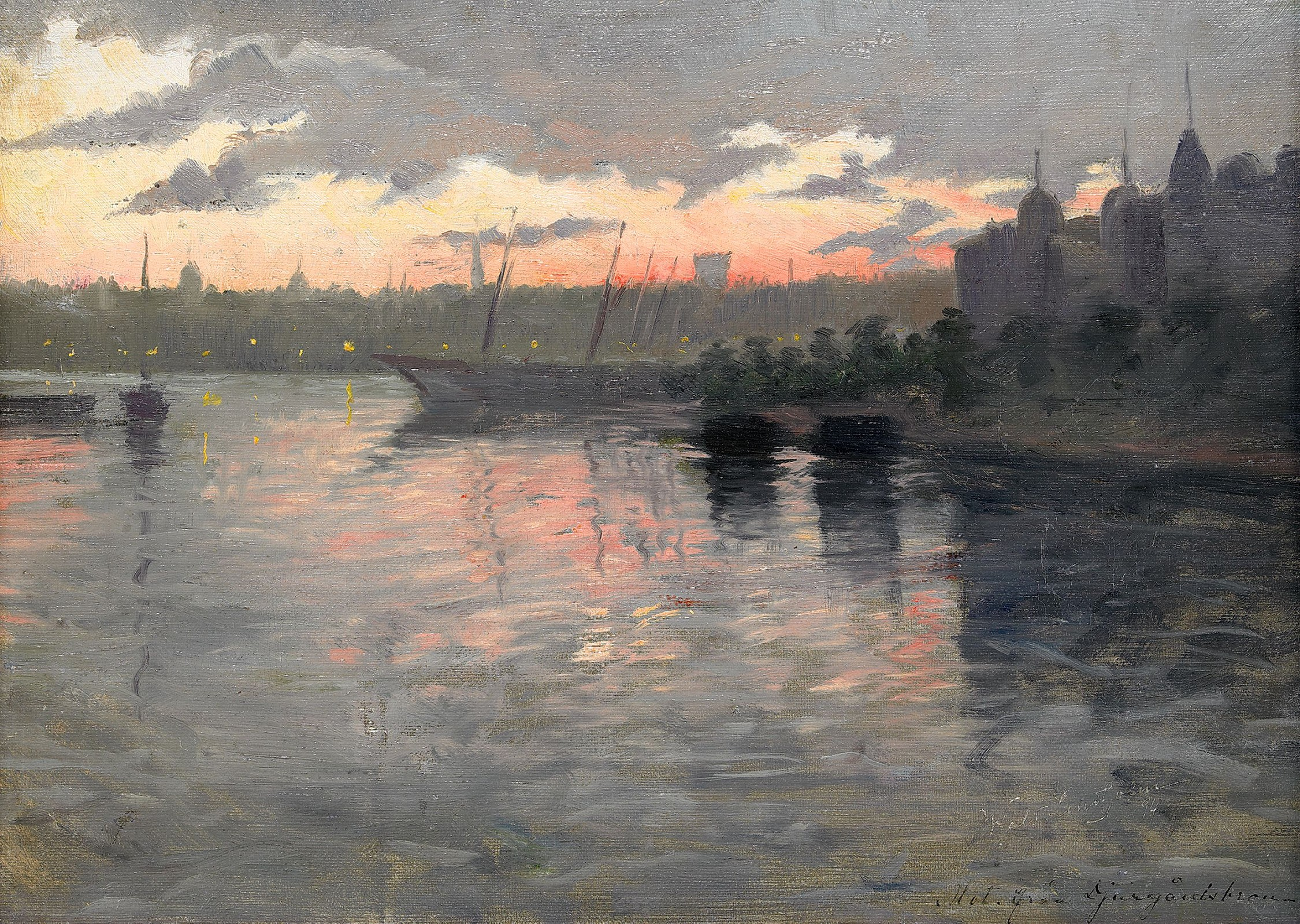
Motiv från Djurgårdsbron mot Strandvägen - Stockholm, (1894).